# بل راک
کوه بل راک (به انگلیسی: Bell Rock) کوهی در جنوب سدونا، آریزونا است که به عنوان یکی از مشهورترین کوههای پارک ایالتی سنگ سرخ محبوبیت دارد.
این کوه یکی از «گرداب»های انرژی (به انگلیسی: energy vortex) مشهور در منطقه‌است که علاقه‌مندان تفکر نیو ایج فراوانی را به خود جلب می‌کند.
بل راک همچنین در میان صخره نوردان آمریکا دارای جذابیت فراوانیست.